# 마쿠하리 멧세
마쿠하리 멧세(일본어: 幕張メッセ)는 일본 지바현 지바시에 위치한 전시장으로, 1989년에 개장했다. 도쿄 빅 사이트와 함께 일본에서 2번째로 큰 전시장이다. 명칭 중에서 멧세는 독일어로 견본 시장을 의미한다.
도쿄 모터쇼, 도쿄 오토살롱, 도쿄 게임 쇼(TGS), TV아사히의 연말 특집 생방송인 '뮤직 스테이션 슈퍼 라이브' 등이 개최되는 곳으로 유명하다. 특히 골든 위크 시기에는 도키도키 프리마켓이 개최된다. 또한, 도쿄 빅 사이트가 2020년 하계 올림픽 기간 동안 사용할 수 없으면서, 코믹 마켓 등과 같은 행사는 여기서 대체하여 개최된다고 한다.
지바 롯데 마린스의 홈 구장인 지바 마린 스타디움과 가깝다.
마쿠하리역이 아닌, 가이힌마쿠하리역을 이용해야 한다.
2020년 하계 올림픽 기간에는 레슬링, 태권도(각 A홀), 펜싱(B홀) 경기장으로 사용하였다.